# Diego Cristo
Diego Conrado de Cristo, bardziej znany jako Diego Cristo (ur. 26 kwietnia 1979 w Ponta Grossa) – brazylijski aktor i model.

## Życiorys

### Wczesne lata
Urodził się w Ponta Grossa w stanie Parana. Jako nastolatek grał w koszykówkę i odnosił sukcesy w lekkoatletyce. Po kontuzji musiał porzucić karierę sportowca. Mając 19 lat przeniósł się do São Paulo.

### Kariera
W 2003 podjął pracę jako model dla firmy Zorba. Rok później został zaangażowany do roli Wolneya Pavão w telenoweli Barwy grzechu (Da Cor do Pecado, 2004). Na kinowym ekranie zadebiutował w dramacie sensacyjnym W otchłani (La riña, 2008). W lutym 2010 znalazł się na okładce magazynu „Junior”.

## Życie prywatne
Ma dwóch synów - João Arthura (ur. 2005) i Gaela (ur. 2010). Był związany z modelką Michele Birkheuer, siostrą modelki i aktorki Letícii Birkheuer.

## Filmografia
- 2004: Barwy grzechu (Da Cor do Pecado) jako Wolney Pavão
- 2007: Caminhos do Coração (Sposoby serca) jako Hélio Bezerra
- 2008: Os Mutantes - Caminhos do Coração jako Hélio Bezerra
- 2009: Caras & Bocas jako Dino
- 2010: SOS Emergência jako Flávio
- 2010: As Cariocas jako chłopak przyglądający się Júlii
- 2010: Muita Calma Nessa Hora
- 2011: Głupie serce (Insensato Coração) jako Felipe Augusto Campos Melo
- 2012: Oni szaleją (Louco por Elas) jako Lipe
- 2012: Salve Jorge jako były mąż Bianki
- 2013: Saramandaia jako Vantuil
- 2013: Tem Gente Atrás jako Borracheiro
- 2014: Além do Horizonte (Nad horyzontem) jako Sérgio Malheiros
- 2014: Dupla Identidade (Pokój tożsamości) jako Człowiek wychodziący z Vera
- 2014: Farma 7 (A Fazenda 7) w roli siebie samego
- 2014: Legendários w roli siebie samego